# Vincent Ducrot

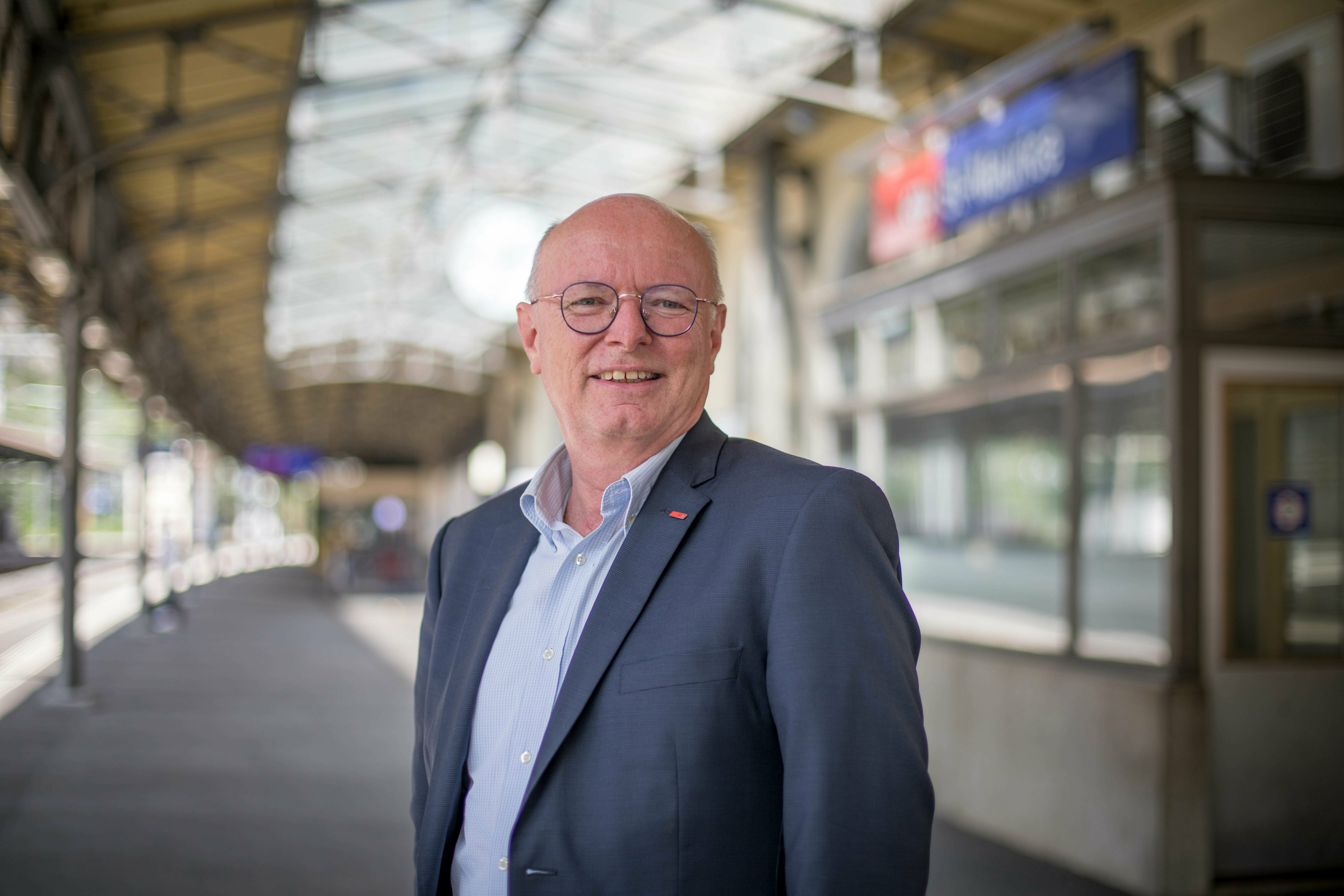
Vincent Ducrot

Vincent Ducrot (Châtel-Saint-Denis, 7 settembre 1962) è un imprenditore svizzero, in funzione nel settore del trasporto pubblico. Laureato in ingegneria elettrica e specializzato in informatica, è stato direttore generale dei Trasporti pubblici friburghesi (TPF) dal 2011 al 2020. Il 9 dicembre 2019 è stato nominato amministratore delegato (CEO) delle Ferrovie federali svizzere (FFS) con entrata in carica al 1º aprile 2020. È proprio alle FFS che l’ingegnere ed esperto in gestione di progetti ha trascorso la maggior parte della propria carriera (dal 1993 al 2011) ricoprendo diverse funzioni.

## Biografia

### Origini e studi
Vincent Ducrot, maggiore di tre figli, nasce il 7 settembre 1962 a Châtel-St-Denis nel Cantone Friburgo.
Dopo la maturità (latino/lingue) al collegio di Bulle, nel 1987 consegue un diploma in ingegneria elettrica (con specializzazione in informatica) alla Scuola politecnica federale di Losanna (EPFL). Completerà tale formazione con un diploma post laurea in organizzazione industriale conseguito presso il Center for industrial management (BWI) della Scuola politecnica federale di Zurigo (ETHZ), nonché con un certificato in gestione di portafoglio (Certified Portfolio Director IPMA Level A) e con il programma di formazione continua OWP (Orchestrating winning performance) dell'International Institute for Management Development (IMD) a Losanna.

### Lavoro
Vincent Ducrot entra nel mondo del lavoro nel 1986, come informatico impiegato in diverse posizioni in Svizzera e all'estero (Europa e Stati Uniti).

#### Ferrovie federali svizzere (FFS)
Nel 1993 inizia la propria carriera nel ramo dei trasporti ferroviari e pubblici come responsabile del settore Prodotti informatici delle FFS.
Dal 1999 al 2010, in qualità di direttore del Traffico a lunga percorrenza FFS è stato responsabile dello sviluppo e dell'attuazione della strategia di trasporto per le linee a lunga percorrenza, compresa la prima fase di Ferrovia 2000 e la nuova Galeria di basa del Lötschberg.
Nominato Delegato Esposizione nazionale svizzera 2002 delle FFS, dal 1997 al 2002, elabora l'organizzazione dei trasporti pubblici per l'esposizione (dal 15 maggio al 20 ottobre 2002).
A livello internazionale, partecipa alla creazione di TGV Lyria che assicura i collegamenti tramite tra la Francia e la Svizzera. Elabora inoltre il piano di trasporto delle FFS per il Campionato europeo di calcio 2008.
Dal 2009 al 2010, Vincent Ducrot occupa parallelamente il posto di capo ad interim della divisione Viaggiatori delle FFS.

#### Transports publics fribourgeois (TPF)
A partire da luglio 2011, Vincent Ducrot viene nominato direttore generale dei Trasporti pubblici friburghesi (TPF). Nel 2015 trasformerà i TPF in una holding. Sotto la sua direzione, il numero di viaggiatori passerà da 25,7 milioni nel 2011 a 32,5 milioni nel 2018, e il numero di collaboratori da 700 a quasi 1200 persone.
A capo dei TPF realizza numerosi progetti di ammodernamento delle infrastrutture, tra cui stazioni di nuova generazione come quelle di Bossonnens, Belfaux, Pensier, Münchenwiler-Courgevaux, Montbovon e Châtel-St-Denis. Dal 2014 al 2019 vengono inoltre creati cinque quartieri immobiliari attorno a stazioni, concepiti come nuovi spazi abitativi, in particolare a Bulle e Châtel-St-Denis.
Nella primavera del 2019 il direttore vede giungere a conclusione un altro grande cantiere di cui è stato l'iniziatore a Givisiez: il nuovo Centro di manutenzione e amministrativo TPF. Questo complesso di 70 000 mq riunisce in un unico luogo le attività di manutenzione, la centrale d'esercizio e l'amministrazione dell'impresa.
Al suo attivo ha inoltre delle innovazioni tecnologiche per gli utenti dei TPF, tra cui la partecipazione al lancio di FAIRTIQ (applicazione per l'acquisto di biglietti proposta da 21 società dei trasporti svizzeri) e l'introduzione del biglietto SMS (applicazione per l'acquisto di biglietti dell'autobus via SMS).
Nel 2017 i TPF inaugurano anche la prima linea di prova delle navette autonome Navya a Marly, dove i veicoli elettrici potranno circolare senza conducente dopo la fase di test.

#### CEO delle Ferrovie federali svizzere (FFS)
Il 10 dicembre 2019 il Consiglio d'amministrazione delle Ferrovie federali svizzere (FFS) ha annunciato la nomina di Vincent Ducrot a CEO, con entrata in carica il 1º aprile 2020. Subentra così ad Andreas Meyer che dal 2007 guidava la più grande impresa di trasporti pubblici del Paese e che aveva annunciato l'intenzione di ritirarsi nel 2020. L'ingegnere friburghese diventa così il primo CEO svizzero romando delle FFS dopo quasi 50 anni. Il nuovo direttore delle FFS si trova così ad affrontare la sua prima grande e imprevista sfida: l'organizzazione e la gestione del traffico ferroviario, che dal 19 marzo 2020 è stata notevolmente ridotta a seguito della pandemia di coronavirus, e la pianificazione per la ripresa a tempo indeterminato dei normali volumi di traffico ferroviario.

## Pubblicazioni
- Information Engineering in der Praxis: Konzepte und Strategien zur Software-Eigenentwicklung, Walter Brenner (éditeur), Christoph Binkert (éditeur), Michael Lehmann-Kahler (éditeur), Campus Verlag, Vincent Ducrot co-auteur.[21]